# Галецкий, Александр Антонович
Алекса́ндр Анто́нович Гале́цкий (1872 — после 1926) — русский архитектор, один из видных мастеров московского модерна.

## Биография
В 1894 году окончил Московское училище живописи, ваяния и зодчества с серебряными медалями по рисунку и архитектуре. С 1894 по 1898 годы учился в Высшем художественном училище при Императорской Академии художеств в мастерской А. Н. Померанцева, которую окончил со званием художника-архитектора и малой серебряной медалью за проект Великокняжеского дворца. В 1900—1901 годах работал помощником архитектора Ф. О. Шехтеля, принимал участие в некоторых его постройках. До 1900 года служил архитектором Донецко-Юрьевских заводов. С 1900 по 1902 годы являлся архитектором Никольской мануфактуры С. Т. Морозова, для которой построил больницу, санаторий и начал возведение зимнего театра. С 1907 года служил архитектором Строгановского училища. В 1926 году работал в Мосрекламе. Дальнейшая судьба А. А. Галецкого неизвестна.

## Проекты

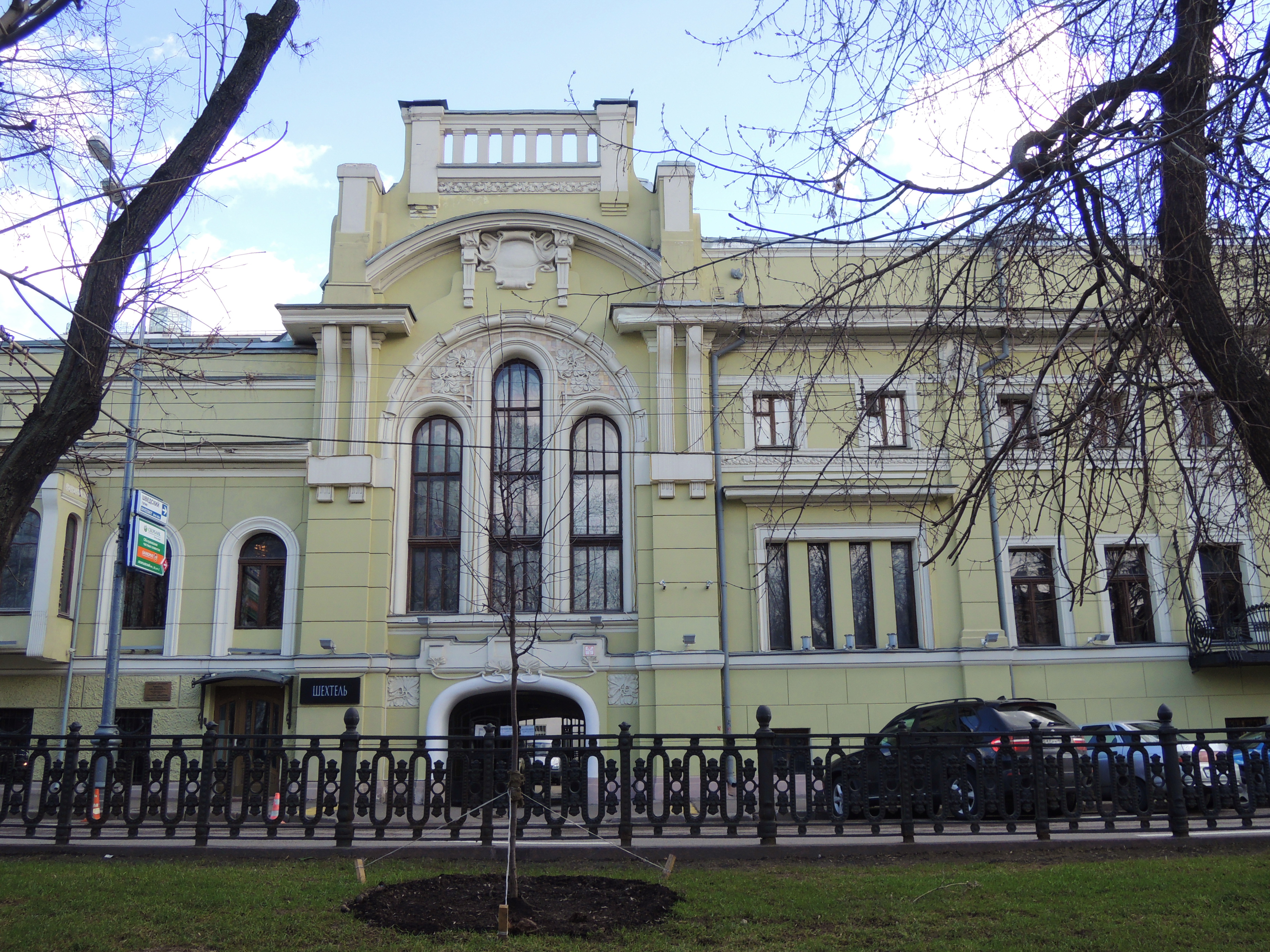
Особняк П. П. Смирнова

- Участие в проектировании гостиницы «Боярский двор», совместно с Ф. О. Шехтелем (1901—1903, Москва, Старая площадь, 8);
- Особняк и флигель А. И. Дерожинской-Зиминой, совместно с Ф. О. Шехтелем (1901—1904, Москва, Кропоткинский переулок, 13);
- Особняк П. П. Смирнова, совместно с Ф. О. Шехтелем (1901—1905, Москва, Тверской бульвар, 18);
- Городская усадьба Д. Ф. Беляева (1903, Москва, Рюмин переулок, 2/10 — Яузская улица 10/2);
- Участие[1] в перестройке здания театра под размещение МХТ по проекту Ф. О. Шехтеля (1902, Москва, Камергерский переулок, 3);
- Церковь Казанской Иконы Божией Матери (1902, с. Ламишино, Истринский район Московской области);
- Особняк В. В. Правдиной, совместно с А. В. Правдиным (1908, Москва, Садовая-Сухаревская улица, 5)[2];
- Пристройка к музейному корпусу домов Строгановского училища (1908—1909, Москва, Мясницкая улица, 24);
- Зимний театр, при участии Ф. О. Шехтеля (1908—1911, Орехово-Зуево, Улица Бугрова, 5), значительно перестроен;
- Усадьба Богданово-Витово (1900-е, Костромской район Костромской области)[3];
- Участие в перестройке Интернационального театра (Бывшего «Парадиз») (1910, Москва, Большая Никитская улица, 19/13);
- Усадьба «Товарищества Куваевской мануфактуры» (И. Д. Бурылина) (1913, Иваново, ул. Батурина, д.13)[4];
- Корпуса фабрика Товарищества Носовых (1914—1915, Москва, Малая Семёновская улица, 5-7).